# Tova Mozard
Tova Mozard, född 13 oktober 1978 i Linköping, är en svensk fotograf och filmare. Hon arbetar med video och fotografier i storformat, där hon ofta själv är med på bilden.  
Hennes fotografier har beskrivits som suggestiva skildringar någonstans mellan målaren Edward Hoppers amerikanska ödslighet och David Lynchs undertoner av skräck, mystik och övernaturlighet.
Vid två tillfällen har hennes filmer blivit nominerade till Guldbaggen, senast hennes film Psychic från 2019.  
Tova Mozard har ett stort antal utställningar bakom sig, bland annat på Moderna Museet, Kulturhuset i Stockholm  och på Hasselblad center. 
År 2018 tilldelades hon Hasselbladstiftelsens fotobokstipendium för boken Cops, Psychics and Comedy. 

## Filmografi
- Ill Communication (2000)
- Stora Scenen (2011)
- Museet (2012)
- Alice, 1974 (2015)
- Cops are Actors (2018)
- Psychic (2019)